# Інтісар Д
Інтісар Д (англ. Intisar «D») —  нафтове родовище у Лівії. Найбільше у групі родовищ Інтісар.

## Опис
Найбільше з п'яти родовищ, що знаходяться поблизу, має запаси не менше 1 мільярда тонн нафти. Річний видобуток приблизно 2,7 млн тонн.
Родовище розташоване в басейні Сірте, на території району Ель-Вахат, знаходиться в межах палеоценового рифу Інтісар. Почало розроблятися 1967 року.
Діаметр родовища становить близько 5 км, висота нафтової колони складає 291 м.